# Titularbistum Caliabria
Caliabria ist ein Titularbistum der römisch-katholischen Kirche.

## Geschichte
Das Bistum Caliabria bestand zwischen 621 (terminus ante quem) und 693 (terminus post quem) im Westgotenreich. Wo genau Caliabria einst lag, ob im heutigen Portugal oder im heutigen Spanien, ist noch nicht geklärt; mehrere Theorien zur Ortslage konkurrieren miteinander. Das Bistum Caliabria gehörte zur Kirchenprovinz Emerita Augusta.
Als König Ferdinand II. von León 1161 das Bistum Ciudad Rodrigo errichtete (die päpstliche Anerkennung folgte 1168) und dabei den Widerstand des Bistums Salamanca überwinden musste, das sich durch die Neugründung beeinträchtigt sah, erklärte er, dass es sich um gar kein neues Bistum handele, sondern dass er lediglich das untergegangene Bistum Caliabria wiederherstelle.
| Titularbischöfe von Caliabria |                                     |                                                  |                    |                  |
| Nr.                           | Name                                | Amt                                              | von                | bis              |
| 1                             | Albert van Overbeke CICM            | Prälat von Bayombong (Philippinen)               | 10. September 1969 | 18. Februar 1978 |
| 2                             | José da Cruz Policarpo              | Weihbischof in Lissabon (Portugal)               | 26. Mai 1978       | 5. März 1997     |
| 3                             | Walmor Oliveira de Azevedo          | Weihbischof in São Salvador da Bahia (Brasilien) | 21. Januar 1998    | 28. Januar 2004  |
| 4                             | Paulo Francisco Machado             | Weihbischof in Juiz de Fora (Brasilien)          | 12. Mai 2004       | 2. Januar 2008   |
| 5                             | Joaquim Augusto da Silva Mendes SDB | Weihbischof in Lissabon (Portugal)               | 31. Januar 2008    |                  |